# Ram Jam (álbum)
Ram Jam es el primer álbum de la banda de igual nombre, Ram Jam.

## Listado de canciones
| N.º   | Título                              | Escritor(es)      | Duración |  |
| 1.    | «Black Betty»                       | Leadbelly         | 3:57     |  |
| 2.    | «Let It All Out»                    | Bartlett          | 4:00     |  |
| 3.    | «Keep Your Hands on the Wheel»      | Graves, Millius   | 3:57     |  |
| 4.    | «Right on the Money»                | Bartlett          | 3:11     |  |
| 5.    | «All for the Love of Rock and Roll» | Butani, Salen     | 3:11     |  |
| 6.    | «404»                               | Kenny             | 3:44     |  |
| 7.    | «High Steppin'»                     | Bartlett          | 3:40     |  |
| 8.    | «Overloaded»                        | Haberman, LaPallo | 3:11     |  |
| 9.    | «Hey Boogie Woman»                  | Bartlett          | 3:10     |  |
| 10.   | «Too Bad on Your Birthday»          | Karp, Resnick     | 3:11     |  |
| 35:52 |                                     |                   |          |  |

- Datos: Q3929829